# Roman Strobl

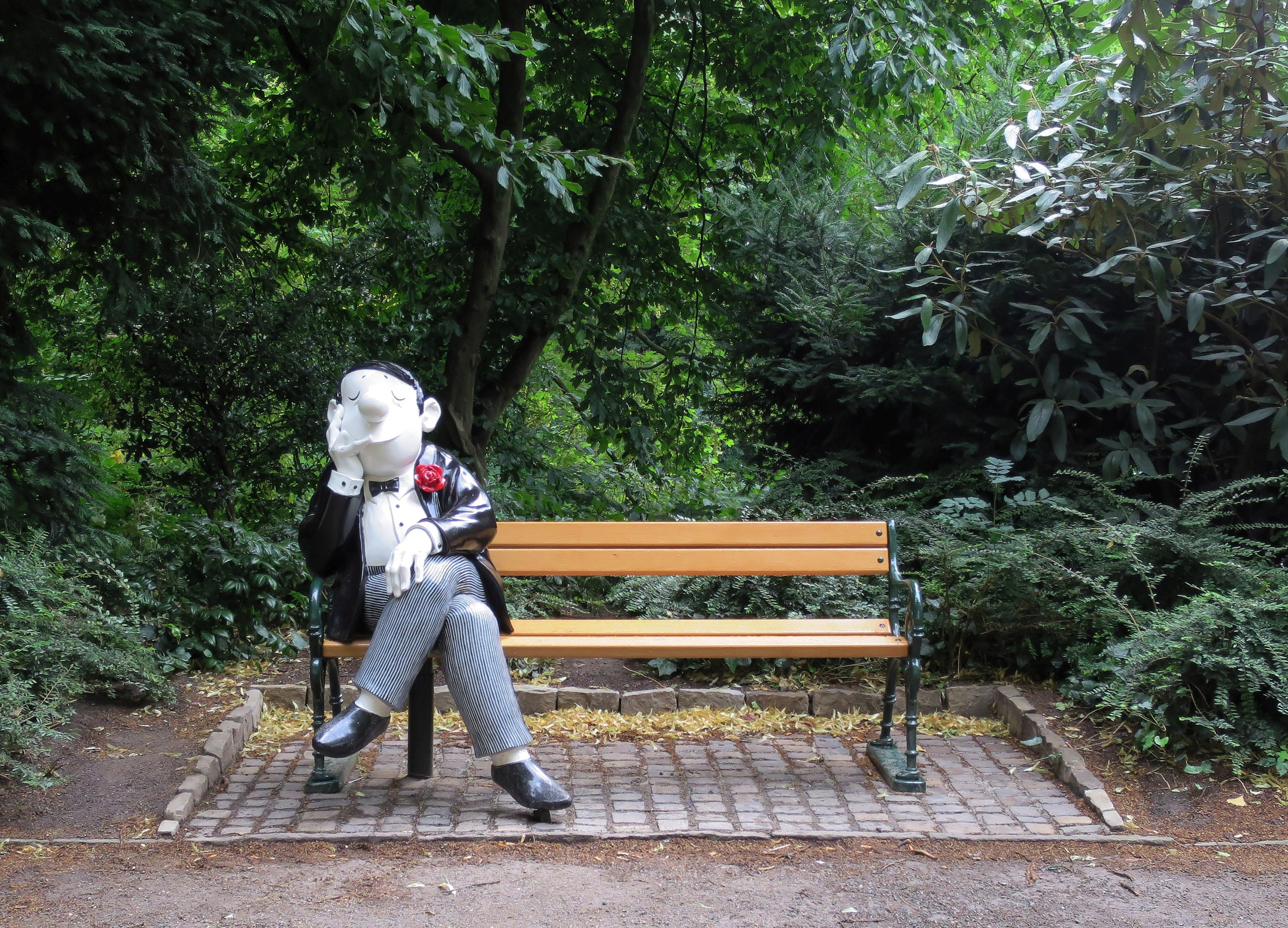
Parkbank mit Sitzfigur nach Loriot im Loriotplatz in Bremen

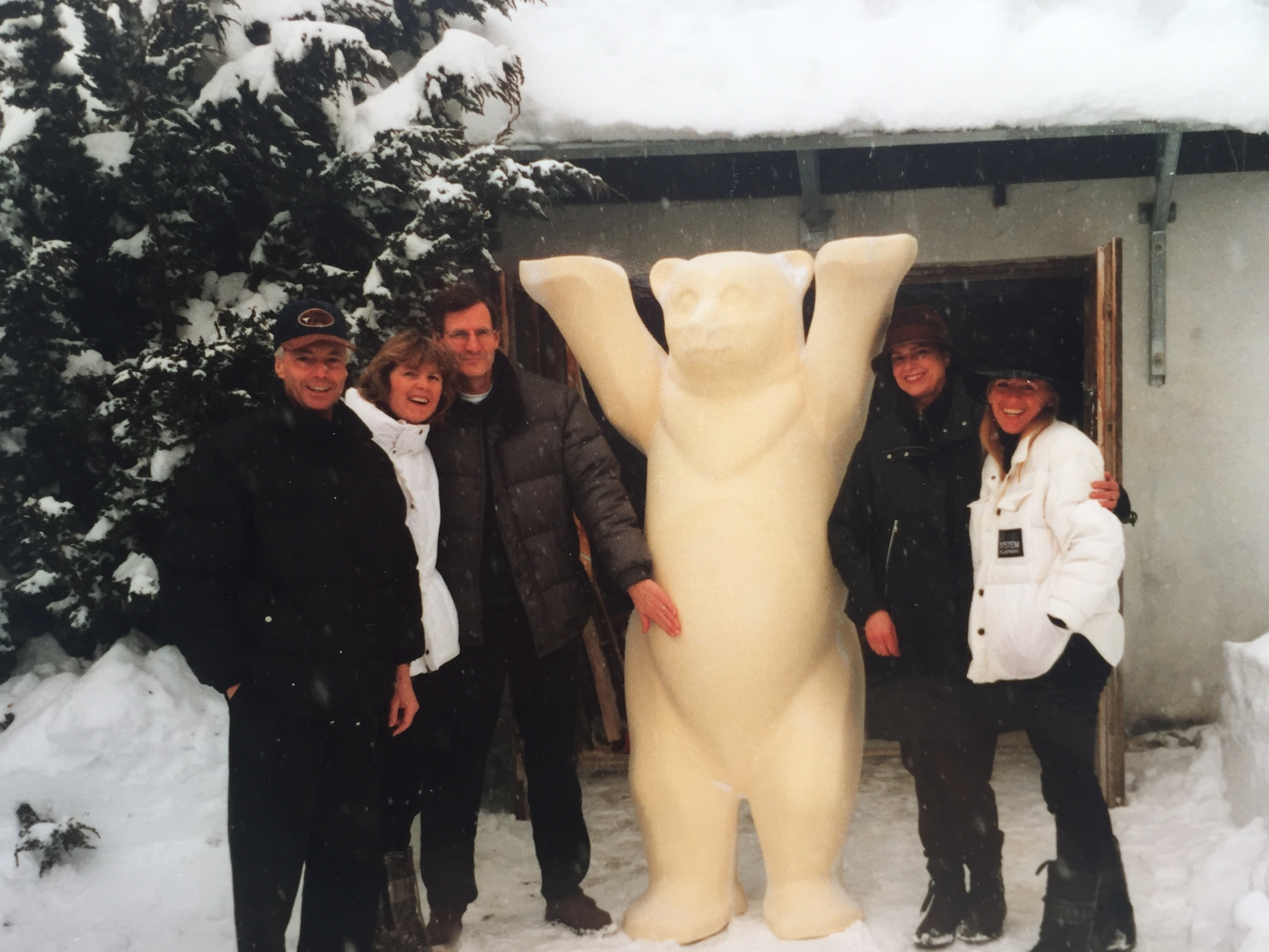
Ur-Buddy Bär im Schnee von Ellmau, Januar 2001
Roman Strobl fotografiert sein fertiges Werk, mit dabei: Eva und Klaus Herlitz, sowie Freunde

Roman Johann Strobl (* 12. Mai 1951 in Kitzbühel) ist ein österreichischer Bildhauer.

## Leben und Wirken
Strobl erlernte Bildhauerarbeiten im Atelier seines Vaters Johann Strobl. Über surreale Arbeiten anlässlich seiner Aufenthalte in den 1970er Jahren im Irak und in Indien führte ihn sein Weg in den 1980er Jahren nach Rom. Dort vervollkommnete er seine Marmorarbeiten bei Sebastian Schadhauser. Strobls Marmor-Skulpturen wurden u. a. 1986 im Haus der Kunst in München und 1990 in der Städtischen Galerie KUBUS in Hannover ausgestellt.
Die ersten Kettensägen-Arbeiten wurden 1998 in Schloss Kaps in Kitzbühel präsentiert. Kettensägen-Porträts von Bruno Bruni bei einer Ausstellung in Ahrensburg 2001 sowie Gerhard Schröder, Otto Schily und Franz Beckenbauer auf der EXPO in Hannover 2000 folgten. Ein weiteres hervorzuhebendes Porträt von Dirigent Zubin Mehta entstand zur Eröffnung der Münchner Opernfestspiele 2005.
Strobls Werk umfasst neben Skulpturen aus Holz, Marmor und Stein auch eine Reihe ausdrucksstarker Bilderzyklen auf Leinwand sowie Zeichnungen. An Gebäuden in München, Hannover und in Österreich präsentiert sich sein bildhauerisches Schaffen im öffentlichen Raum (Kunst am Bau). Im Rahmen des Kammermusikfest 2020 in Hopfgarten im Brixental wurden Arbeiten aus Holz und Marmor sowie Bildzyklen auf Leinwand präsentiert. 
Zusammen mit Mechthild Schmidt war Strobl 1997 für die Neugestaltung des Deutschen Filmpreises, die Lola, verantwortlich. 2001 kreierte er in enger Zusammenarbeit mit Eva und Klaus Herlitz den Prototyp des Buddy Bären.
Bilder und Skulpturen von Strobl wurden 2009 bei La capitale Galerie in Paris erstmals in Frankreich ausgestellt.